# Florian Hoffmeister
Florian Hoffmeister (Braunschweig, 1970) è un direttore della fotografia tedesco, candidato al Premio Oscar alla migliore fotografia.

## Biografia
Ha studiato regia e cinematografia presso la Berlin's German Film and Television Academy. Ha iniziato a lavorare come macchinista nel 1996, nei film Sexy Sadie e Männerpension. Successivamente, ha iniziato ad intraprendere la carriera di direttore della fotografia, lavorando per molti film tra cui Il profondo mare azzurro, Mortdecai, A Quiet Passion e Johnny English colpisce ancora. Nel 2005 ha diretto e sceneggiato il suo primo film, 3° kälter, il quale gli ha fatto vincere un Pardo d'argento al Locarno Film Festival. Nel 2011 ha lavorato per la miniserie televisiva britannica Grandi speranze. Grazie a quest'opera, ha vinto un Premio Emmy e un BAFTA. Nel 2023, è stato candidato al Premio Oscar per la migliore fotografia per Tár, diretto da Todd Field.

## Filmografia

### Direttore della fotografia

#### Cinema
- Paul Is Dead, regia di Hendrik Handloegten (2000)
- Berlin Is in Germany, regia di Hannes Stöhr (2001)
- Kismet - Würfel Dein Leben!, regia di Lars Kraume (2002)
- Liegen Iernen, regia di Hendrik Handloegten (2003)
- One Day in Europe, regia di Hannes Stöhr (2005)
- Il profondo mare azzurro (The Deep Blue Sea), regia di Terence Davies (2011)
- In Secret, regia di Charlie Stratton (2013)
- Mortdecai, regia di David Koepp (2015)
- A Quiet Passion, regia di Terence Davies (2016)
- Johnny English colpisce ancora (Johnny English Strikes Again), regia di David Kerr (2018)
- Official Secrets - Segreto di stato (Official Secrets), regia di Gavin Hood (2019)
- Divine - La fidanzata dell'altro (Divine), regia di Jan Schomburg (2020)
- Antlers - Spirito insaziabile (Antlers), regia di Scott Cooper (2021)
- Tár, regia di Todd Field (2022)
- I Roses (The Roses), regia di Jay Roach (2025)

#### Televisione
- Polizeiruf 110 - serie TV, episodio 32x01 (2003)
- Tatort - serie TV, episodio 1x543 (2003)
- The Hamburg Cell, regia di Antonia Bird - film TV (2004)
- Cracker, regia di Antonia Bird - film TV (2006)
- Der beste Lehrer der Welt, regia di Lars Becker (2006)
- Five Days - serie TV, 5 episodi (2007)
- Post Mortem - Segreti dall'aldilà - serie TV, episodio 1x07 (2007)
- First Cut - serie TV, episodio 1x02 (2007)
- House of Saddam, regia di Alex Holmes e Jim O'Hanlon - miniserie TV, 4 puntate (2008)
- A Number, regia di James MacDonald - film TV (2008)
- The Prisoner, regia di Nick Hurran - miniserie TV, 6 puntate (2009)
- Sleep with Me, regia di Marc Jobst - film TV (2009)
- Margot, regia di Otto Bathurst - film TV (2009)
- Una storia in 10 minuti (10 Minute Tales) - serie TV, episodio 1x09 (2009)
- Silk - serie TV, 2 episodi (2011)
- Grandi speranze (Great Expectations), regia di Brian Kirk - miniserie TV, 3 puntate (2011)
- Storie in scena (Playhouse Presents) - serie TV, episodio 1x04 (2012)
- British Legends of Stage and Screen - serie Tv, episodio 1x03 (2012)
- Hysteria - serie TV, episodio 1x01 (2014)
- The Terror - serie TV, 3 episodi (2018)
- Pachinko - La moglie coreana (Pachinko) - serie TV, 4 episodi (2022)
- True Detective - serie TV, 6 episodi (2024)

#### Cortometraggi
- Die Drehtür, regia di Anne Høegh Krohn (1997)
- Kingsland #1: The Dreamer, regia di Tony Grisoni (2008)
- The Pizza Miracle, regia di Tony Grisoni (2010)
- Study After Cruel Intentions, regia di Saam Farahmand (2010)
- Mark Ronson & The Business Intl: Somebody to Love Me, regia di Saam Farahmand (2010)

### Regista
- Stimmen der Welt - cortometraggio (1997)
- 3° kälter (2005)
- Die Habenichtse (2016)

### Produttore
- Detroit, regia di Jan-Christoph Glaser e Carsten Ludwig (2003)
- Die Habenichtse, regia di Florian Hoffmeister (2016)

### Sceneggiatore
- 3° kälter, regia di Florian Hoffmeister (2005)

## Riconoscimenti
- Premio Oscar
  - 2023 – Candidatura alla migliore fotografia per Tár[11]
- Premio Emmy[12]
  - 2010 – Candidatura alla migliore fotografia in una miniserie o film per la televisione per The Prisoner
  - 2012 – Migliore fotografia in una miniserie o film per la televisione per Grandi speranze
  - 2022 – Candidatura al miglior design di un titolo per Pachinko - La moglie coreana
- BAFTA
  - 2009 – Candidatura alla migliore fotografia per House of Saddam
  - 2012 – Migliore fotografia per Grandi speranze
- Critics' Choice Awards
  - 2023 – Candidatura alla migliore fotografia per Tár